# Graues Kloster (Berlin)

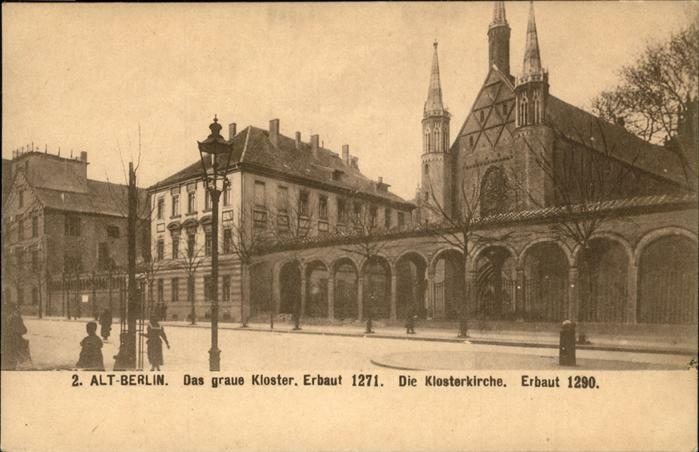
Unzerstörtes Graues Kloster mit Klosterkirche auf einer Ansichtskarte, um 1910

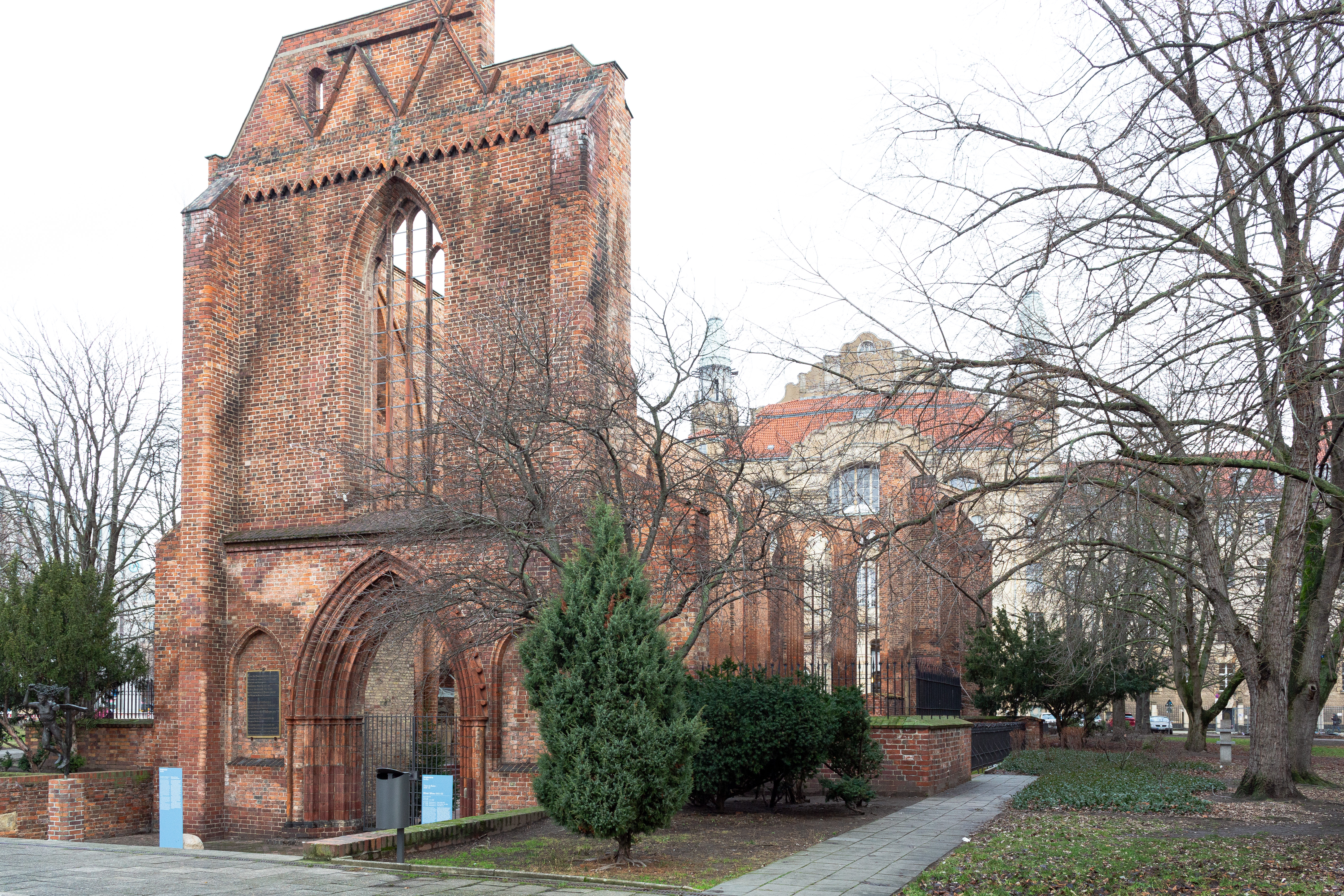
Ruine der Klosterkirche, 2022

Als Graues Kloster wurde das Franziskanerkloster im mittelalterlichen Alt-Berlin bezeichnet. Nach der Überlieferung des märkischen Chronisten Andreas Angelus geht der Name auf den grauen Habit der Ordensleute zurück. Das Berliner Franziskanerkloster befand sich in der heutigen Klosterstraße im Ortsteil Mitte. Vor der Zerstörung im Zweiten Weltkrieg galt das Kloster als das wichtigste mittelalterliche Bauwerk der Stadt. Nach dem Ende des Krieges wurde die Ruine der Franziskaner-Klosterkirche baulich gesichert und gilt als Mahnmal des Krieges, zugleich auch als eine der letzten erhaltenen gotischen Sehenswürdigkeiten Berlins.

## Geschichte des Klosters

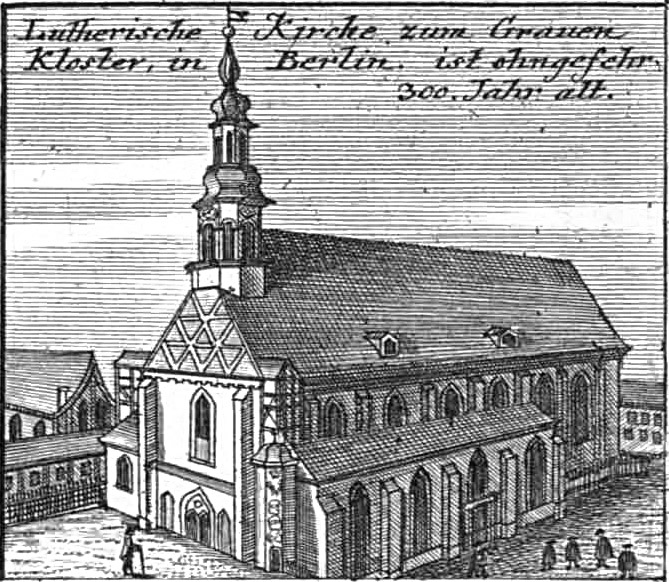
Bild der Klosterkirche, 1757

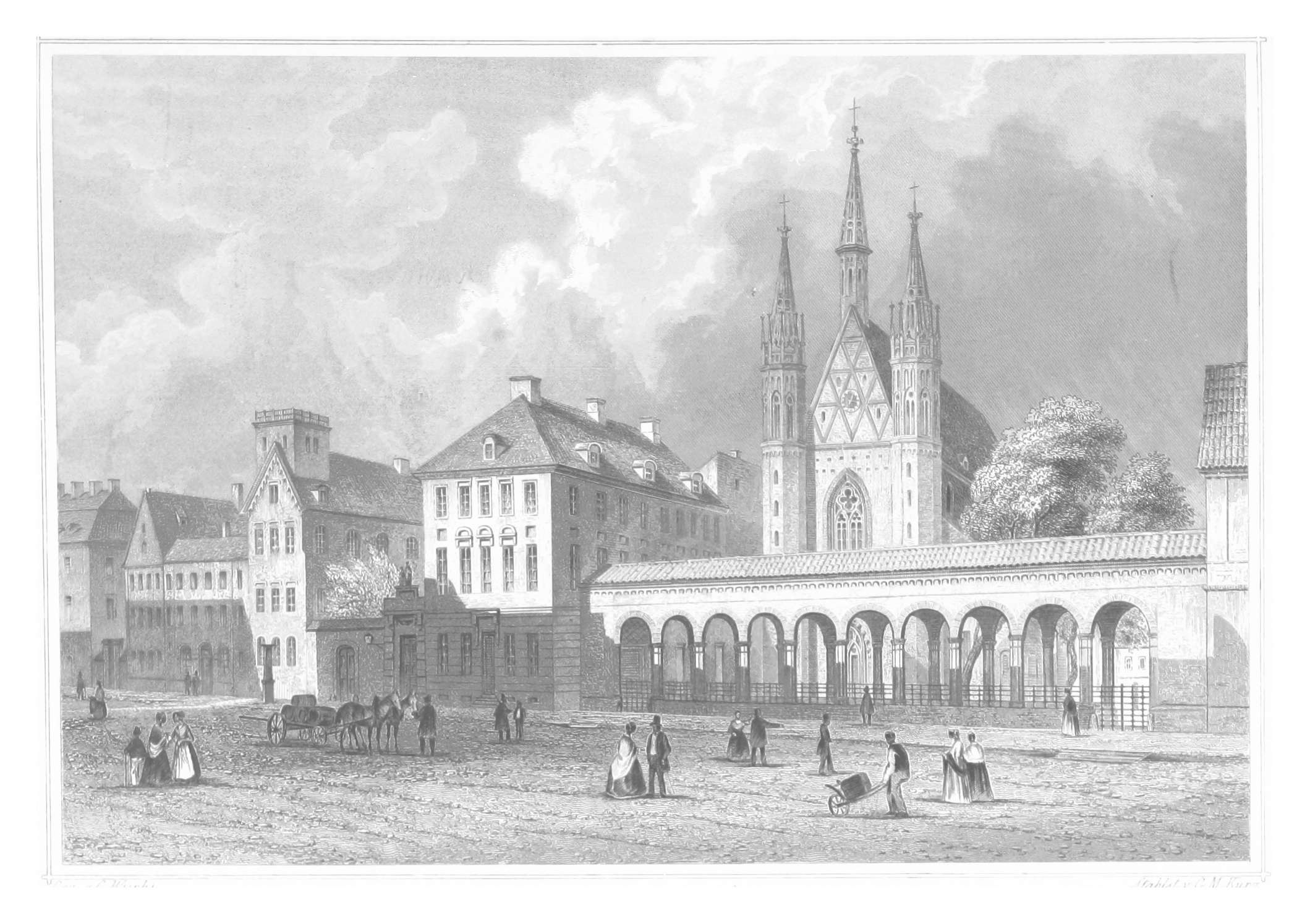
Bild des Klosters und der Klosterkirche, 1852

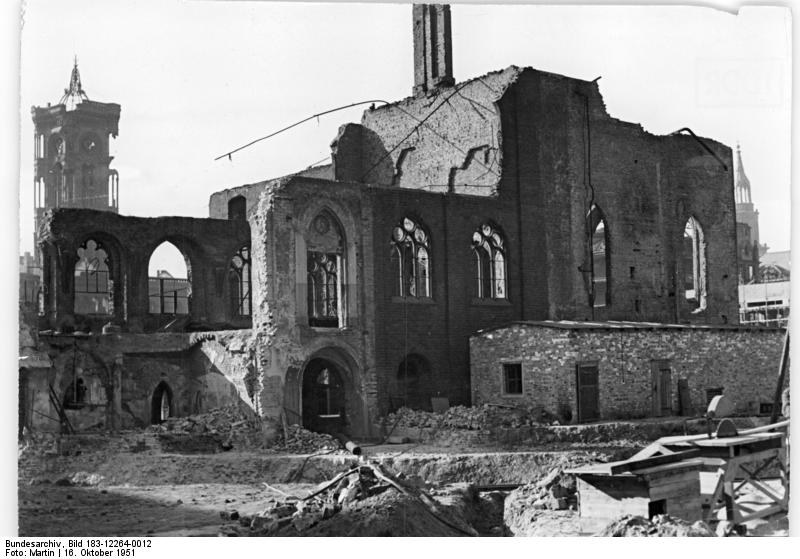
Ruinen des Klosters, 1951

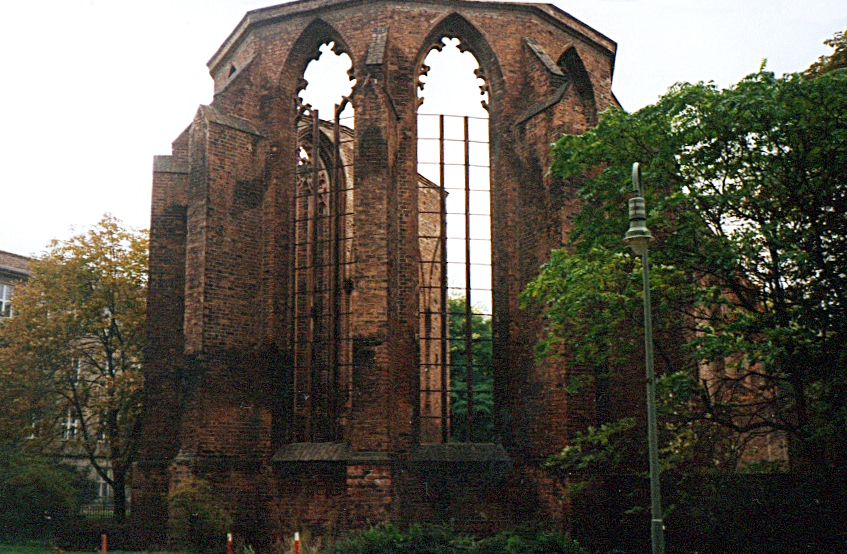
Ruine der Klosterkirche von der Littenstraße aus gesehen

Die Bettelorden, besonders die Brüder des 1210 gegründeten Franziskanerordens (Ordo fratrum minorum, „Minderbrüder“) hatten einen wichtigen Anteil an der deutschen Besiedlung der Gebiete zwischen Elbe und Oder und der darüber hinausgehenden deutschen Ostsiedlung. In den zu der Zeit expandierenden Städten bot die Lebensweise der neuen, päpstlich anerkannten Wanderprediger ohne „Klaustrum“, also ohne fest umgrenzten Klosterbezirk, offenbar überzeugende soziale und religiöse Lösungen; die Minderbrüder stellten eine „vom Evangelium Jesu Christi her gelebte Alternative zur herrschenden Wirtschaft und Gesellschaft, ja zur damals herrschenden Mentalität, Kultur und Religiösität“ dar und waren deshalb erfolgreich. An vielen Orten wurden sie von den Fürsten und Stadtoberen gefördert und zur Klostergründung ermuntert. Bei der Bevölkerung waren sie beliebt. In der Mark Brandenburg setzten die askanischen Landesherren die Bettelorden zur planmäßigen Besiedlung des Landes ein.
Im Jahr 1250 tritt in den Urkunden ein Herman Langelis als Lector im Grawen Kloster zum Berlin in Erscheinung. Dieser war geistlicher Berater und Beichtvater der brandenburgischen Prinzessin Mechthild. Diese Tatsache lässt auf eine enge Verbindung der Franziskaner zum brandenburgischen Markgrafenhof schließen.
Hinweise auf eine Franziskanerniederlassung ab dem Jahr 1249 gehen auf den Chronisten Andreas Angelus zurück. Eine erste Niederlassung befand sich laut dem Chronisten in der Spandauer Straße (heutige Hausnummer 49). Feldsteinreste einer romanischen Saalkirche aus der Zeit vor 1250, die unter der Klosterkirche gefunden wurden, deuten darauf hin, dass die Franziskaner möglicherweise an einer bestehenden Kirche ansässig wurden, die ihnen – wie auch in anderen Städten – überlassen wurde. Bereits 1252 (und dann noch acht Mal) tagte in Berlin das Provinzkapitel der Sächsischen Ordensprovinz (Saxonia), was ausreichend große Konventsgebäude voraussetzt. Der Berliner Franziskanerkonvent gehörte zur Kustodie Brandenburg der Provinz Saxonia.

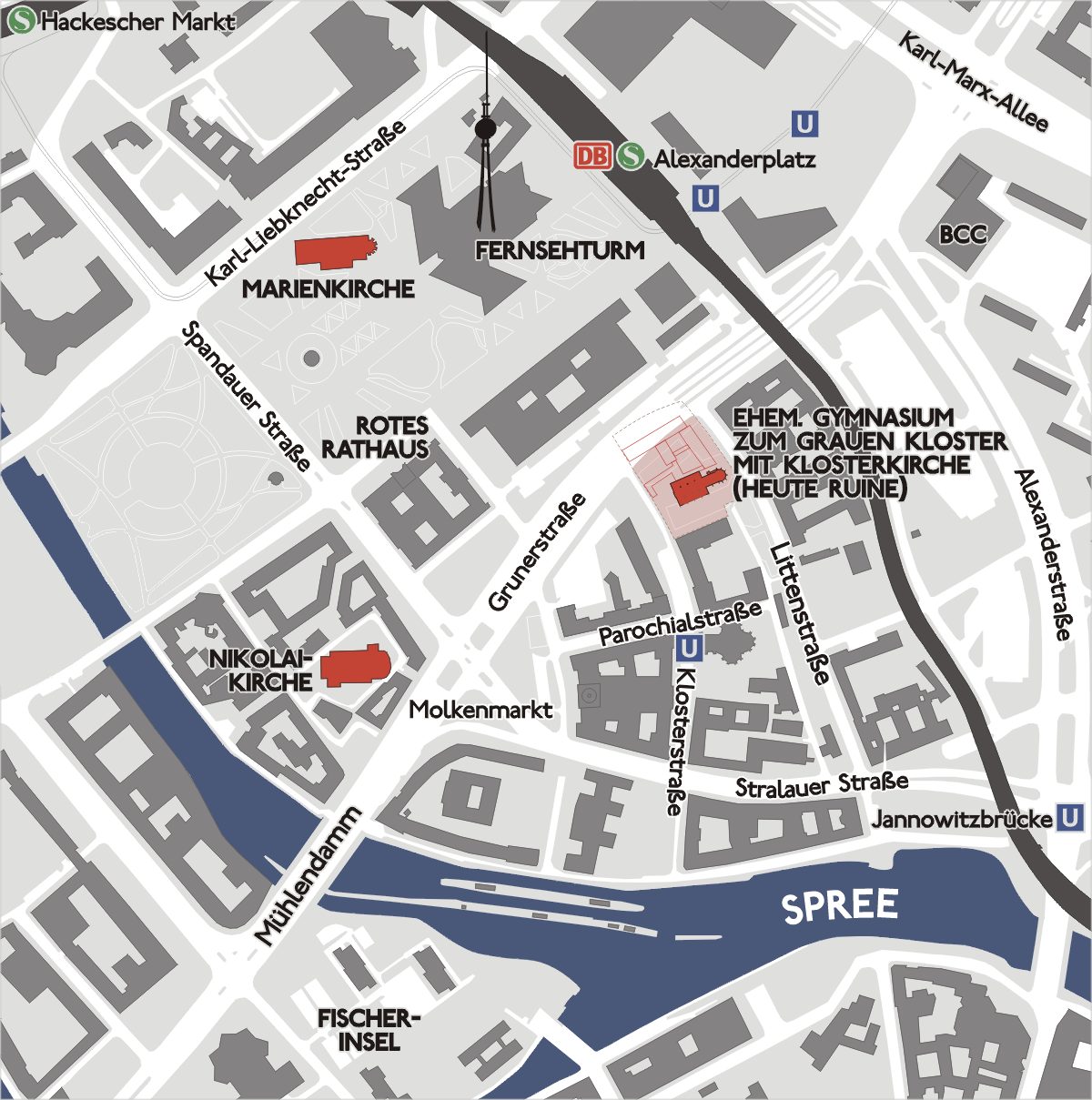
Lage des Grauen Klosters im Stadtbild

Eine Inschrift, die sich bis zum Zweiten Weltkrieg im Kloster selbst befand, besagte, dass die brandenburgischen Markgrafen Otto V. und Albrecht III. im Jahr 1271 den Franziskanern das Grundstück nahe der Stadtmauer, in direkter Nachbarschaft zur markgräflichen Residenz (Hohes Haus), schenkten. Außerdem erhielten die Franziskaner im Jahr 1290 eine Ziegelei des Ritters Jakob von Nybede als Schenkung, die den Bau eines größeren Klosters und einer neuen Kirche erst ermöglichte. Reste dieser Ziegelei wurden nahe der heutigen Kreuzbergstraße gefunden. Das Kloster grenzte direkt an den markgräflichen Hof (Aula) in der Klosterstraße und reichte unmittelbar an die mittelalterliche Stadtmauer heran. Insgesamt umfasste das Kloster das Areal zwischen der heutigen Klosterstraße, Grunerstraße und Littenstraße. Der Bau von Kloster und Kirche wurde wohl im 14. Jahrhundert abgeschlossen. Vom guten Verhältnis der Ordensleute zu den Berliner Bürgern und den brandenburgischen Markgrafen geben zahlreiche Begräbnisstätten Aufschluss. So wurde hier neben anderen Ludwig der Römer, Sohn des römisch-deutschen Kaisers Ludwig des Bayern und der Margarete von Holland und als Ludwig II. Markgraf und erster Kurfürst von Brandenburg, beigesetzt. Kurfürst Friedrich II. hielt 1441 im Kloster einen Hoftag ab.
Neben dem Franziskanerkloster in Berlin gab es das Dominikanerkloster Cölln in der Schwesterstadt Cölln. Dieses wird seit dem Jahr 1297 erwähnt und entstand vielleicht durch die Auflösung eines möglichen Dominikanerkonvents in der älteren Stadt Spandau.
Große Beliebtheit erfuhren die Berliner Franziskaner wohl durch die geistliche Unterstützung, die sie der Berliner Bevölkerung während des Interdikts von 1325 bis 1347 gaben, das der Bischof von Brandenburg wegen der Erschlagung seines Propstes über die Stadt verhängte. Diese gab möglicherweise auch den Ausschlag für die Ausgestaltung des Totentanzes in der Marienkirche. Wegen der päpstlichen Privilegien des Ordens hatten die Franziskaner eine Sonderstellung, die ihnen als einzigen Klerikern die Seelsorge auch in Zeiten des Bannes erlaubte. 1412 tagte im Kloster eine Bürgerversammlung, die gegen den Rat agitierte.
Im Berliner Franziskanerkloster bestand zeitweise ein Hausstudium zur Ausbildung des Ordensnachwuchses durch Lektoren. Außerdem verfügte das Kloster wahrscheinlich über mehrere Termineien, gesichert ist die bis vor 1493 bestehende Terminei (celle) in der Jüdenstraße in Spandau. Nach Einführung der Observanz in der Saxonia, auch auf Drängen des brandenburgischen Kurfürsten Friedrich I., übernahmen die Berliner Franziskaner 1493 die Martinianischen Konstitutionen, eine gemäßigte Reform der Armutsregeln, und verzichteten auf den Besitz ihrer Terminei, behielten aber zunächst das Nutzungsrecht an den Gebäuden; 1540 übergaben sie die Terminei an den Spandauer Rat. Bei der Teilung der Sächsischen Franziskanerprovinz 1518 kam der Konvent in Berlin mit etwa 75 anderen Klöstern, die auch die Martinianischen Statuten angenommen hatten, zur Sächsischen Provinz vom hl. Johannes dem Täufer, die aber im Verlauf der Reformation nach wenigen Jahrzehnten unterging.

## Nutzungsänderung infolge der Reformation

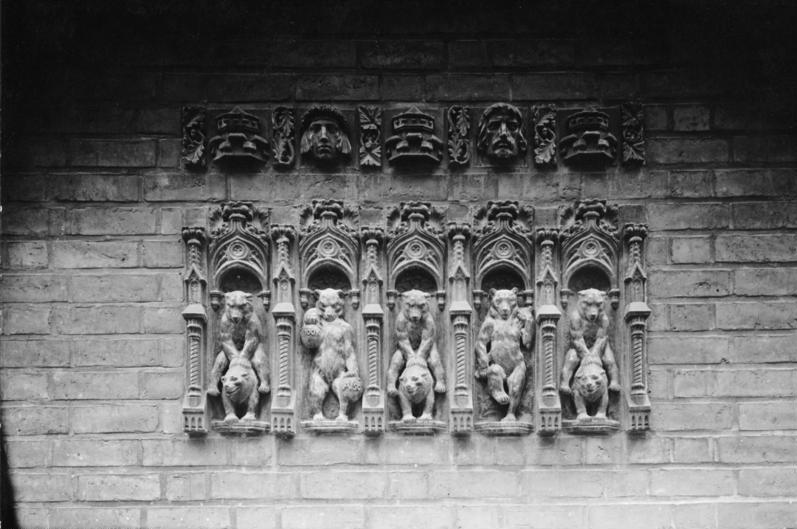
Giebel der Turnhalle, Bärengruppe (um 1900), Aufnahme von 1930

Infolge der Reformation, die in Berlin 1539 stattfand, wurde das Kloster von Kurfürst Joachim II. aufgelöst, sein Besitz wurde säkularisiert. Einige Brüder konnten in den Gebäuden wohnen bleiben; der letzte Franziskaner starb dort am 4. Januar 1571. In den Gebäuden wurde 1574 ein Gymnasium eingerichtet, das Berlinisches Gymnasium zum Grauen Kloster genannt wurde. Einer der bekanntesten Leiter dieser Schule war der Kirchenlieddichter Michael Schirmer (1606–1673).
Die Gebäude des ehemaligen Klosters und die Klosterkirche nahmen im Zweiten Weltkrieg schweren Schaden. Die notdürftig gesicherten Ruinen der Kirche, des Refektoriums und des Kapitelsaals erlitten 1951 erneut massive Beschädigungen beim Bau eines U-Bahn-Betriebstunnels, der aufgrund der Spaltung der BVG erforderlich geworden war. Die Reste der anderen Gebäudeteile des Klosters wurden zwischen 1959 und 1961 abgeräumt, während Refektorium und Kapitelsaal als Weinrestaurant wiederaufgebaut werden sollten. Im Juni 1968 kam es infolge der Verbreiterung der Grunerstraße jedoch zum oberirdischen Abriss. Seit 1968 ist daher nur noch die Ruine der Klosterkirche zu sehen; das Gymnasium befindet sich seit 1963 im Ortsteil Schmargendorf.
Im 21. Jahrhundert haben die Franziskaner zwei neue Niederlassungen in Berlin: das 1921 von der Schlesischen Franziskanerprovinz Silesia 1921 gegründete Franziskanerkloster im Ortsteil Pankow (Wollankstraße 19), das eine Suppenküche unterhält, und das Franziskanerkloster im Ortsteil Wilmersdorf (Ludwigkirchplatz 10, seit 1986, vorher seit 1967 in Berlin-Tempelhof), dessen Hauptaufgabe die Pfarrseelsorge an der Ludwigskirche ist.

## Erhaltene unterirdische Reste
Anstelle des Klosterbauwerks hatte der Magistrat von Berlin eine Grünfläche anlegen lassen. Auf diesem Areal erfolgten in den Jahren 2013/2014 archäologische Grabungen. Dabei konnten Fundamente des Kapitelsaals, ein Feldsteinfundament, Pfeilerreste des Kreuzgangs sowie Bodenbeläge ausgegraben werden, wie Senatsbaudirektorin Regula Lüscher auf eine Anfrage im Berliner Abgeordnetenhaus im November 2014 erklärte. Auch nachträgliche Einbauten, ein Treppenturm aus dem 19. Jahrhundert und sogar Leitungen aus dem 19. und 20. Jahrhundert wurden freigelegt. Weitere Untersuchungen vor Ort waren für 2019 gemäß dem Beschluss des Abgeordnetenhauses von Berlin zum Doppelhaushalt 2018/2019 vorgesehen. Ob einige Fundstücke einer Sammlung zugeführt werden, wurde nicht mitgeteilt. Mit einem wissenschaftlichen Kolloquium, an dem Mediävisten, Stadtentwickler, Denkmalschützer und Politiker beteiligt waren, begann im Juni 2019 die Ideenfindung für eine künftige Gestaltung und Funktion des Klostergeländes.

## Möglicher Wiederaufbau
Nach Ende des Zweiten Weltkriegs gab es Pläne für einen Wiederaufbau des Grauen Klosters, da nicht alle Gebäudeteile zerstört waren. Vorschläge für eine Rekonstruktion des Klosters wurden 1954 von Bodo Küttler veröffentlicht. Nach der deutschen Wiedervereinigung wurde erneut über den Wiederaufbau diskutiert und 2004 Pläne veröffentlicht. 2021 sprach sich Frank Jahnke (SPD) für eine Rekonstruktion von Leitbauten der Berliner Altstadt aus, zu denen auch das Graue Kloster gehöre. Für einen Wiederaufbau spricht sich auch die Stiftung Mitte Berlin aus und veröffentlichte entsprechende Illustrationen.